# David Peham
David Peham (* 20. února 1992) je rakouský fotbalista, který hraje jako záložník za SKU Amstetten.

## Klubová kariéra
Hrál za Admiru Wacker II, SV Gaflenz, SK Vorwärts Steyr a SKU Amstetten.
Dne 16. srpna 2021 podepsal smlouvu na tři roky s Grazer AK.
Dne 26. července 2023 podepsal Peham smlouvu na dva roky s First Vienna FC 1894.